# Giro dell'Emilia Internazionale Donne Elite 2021
Il Giro dell'Emilia Internazionale Donne Elite 2021, ottava edizione della corsa, valevole come prova dell'UCI Women's ProSeries 2021 categoria 1.Pro, si svolse il 2 ottobre 2021 su un percorso di 87,2 km, con partenza da Bologna e arrivo a San Luca, in Italia. La vittoria fu appannaggio della spagnola Mavi García, la quale completò il percorso in 2h14'47", alla media di 38,818 km/h, precedendo la cubana Arlenis Sierra e l'australiana Rachel Neylan.
Sul traguardo del San Luca 56 cicliste, su 60 partite da Bologna, portarono a termine la competizione.

## Squadre e corridori partecipanti[1]
| N.    | Cod. | Squadra                             |
| ----- | ---- | ----------------------------------- |
| 1-6   | VAI  | Aromitalia-Basso Bikes-Vaiano       |
| 11-16 | ALE  | Alé BTC Ljubljana                   |
| 21-26 | MNX  | A.R. Monex Women's Pro Cycling Team |
| 41-46 | SBT  | Isolmant-Premac-Vittoria            |
| 51-56 | PHV  | Parkhotel Valkenburg                |

| N.      | Cod. | Squadra                 |
| ------- | ---- | ----------------------- |
| 61-66   | TOP  | Top Girls Fassa Bortolo |
| 71-76   | BTW  | Born To Win G20 Ambedo  |
| 81-86   | VAL  | Valcar-Travel & Service |
| 91-96   |      | Team Mendelspeck        |
| 101-106 |      | A.S.D. VO2 Team Pink    |

## Ordine d'arrivo (Top 10)
| Pos. | Corridore        | Squadra    | Tempo    |
| ---- | ---------------- | ---------- | -------- |
| 1    | Mavi García      | Alé        | 2h14'47" |
| 2    | Arlenis Sierra   | A.R. Monex | a 8"     |
| 3    | Rachel Neylan    | Parkhotel  | a 13"    |
| 4    | Rasa Leleivytė   | Aromitalia | a 33"    |
| 5    | Silvia Zanardi   | BePink     | a 35"    |
| 6    | Letizia Borghesi | Aromitalia | a 42"    |
| 7    | Greta Marturano  | Top Girls  | a 46"    |
| 8    | Barbara Malcotti | Valcar     | a 52"    |
| 9    | Katia Ragusa     | A.R. Monex | a 54"    |
| 10   | Silvia Magri     | Valcar     | a 1'00"  |